# Helle Thorning-Schmidt
Helle Thorning-Schmidt (nacida el 14 de diciembre de 1966 en Rødovre, Hovedstaden) fue primera ministra de Dinamarca y líder del Partido Socialdemócrata de Dinamarca. Fue directora ejecutiva de la organización mundial Save the Children International desde 2016 hasta 2020.

## Biografía
Helle Thorning-Schmidt se graduó con un máster en ciencias políticas en la Universidad de Copenhague en 1994, y también posee un máster en estudios europeos en el Colegio de Europa de Brujas. Está casada con Stephen Kinnock, hijo de Neil Kinnock, antiguo líder de la oposición en el Reino Unido y del Partido Laborista, y de Glenys Kinnock, también miembro del partido y eurodiputada.

## Trayectoria
Desde el año 1999 hasta el 2004 fue eurodiputada en el Parlamento Europeo. En 2003 fue la candidata del Partido Socialdemócrata en las elecciones del distrito nominal de Østerbro, de la ciudad de Copenhague.

### Líder de los Socialdemócratas
Desde el 12 de abril de 2005 es la líder del Partido Socialdemócrata, siendo elegida por el 53 % de los votos de las elecciones primarias celebradas en el partido, por delante de Frank Jensen, el otro candidato. Thorning-Schmidt relevaba así a Mogens Lykketoft, el anterior líder, que renunció tras la derrota de las elecciones parlamentarias de 2005.
Como líder del mayor partido no representativo en el Gobierno, hasta las elecciones del año 2011 estaba considerada como la líder de la oposición en Dinamarca.

### Elecciones de 2011
En las elecciones parlamentarias de 2011, el partido gobernante, el Partido Liberal, fue la fuerza más votada, sin embargo, los partidos de la oposición, liderados por el Partido Socialdemócrata de Thorning-Schmidt obtuvieron más votos que la coalición en el Gobierno, por lo que el primer ministro, Lars Løkke Rasmussen, anunció su dimisión. 
El 3 de octubre de 2011 fue nombrada primera ministra de Dinamarca después de haber presentado ante la reina Margarita II a su nuevo gabinete. Se convirtió así, en la primera mujer en ocupar este cargo en Dinamarca.
Adopta una política fiscal liberal que cuestiona el modelo social danés. En particular, bajó el impuesto de sociedades, endureció las condiciones de acceso a las prestaciones de desempleo y suprimió algunas ayudas a los estudiantes. Esta política le granjeó una fuerte enemistad en la izquierda, lo que la llevó a apoyarse en los partidos de la oposición para que su presupuesto fuera aprobado por el Parlamento.
La decisión de vender parte de la empresa energética estatal DONG Energy al banco de inversión estadounidense Goldman Sachs provocó una crisis gubernamental

### Elecciones de 2015
Tras las elecciones parlamentarias de 2015, pese a que su partido aumentó el apoyo popular en votos, porcentaje y escaños, el bloque rojo fue superado por el bloque azul, con lo que renunció a sus cargos de líder de la oposición y del partido.